# Mycaranthes sonkaris
Mycaranthes sonkaris är en orkidéart som först beskrevs av Heinrich Gustav Reichenbach, och fick sitt nu gällande namn av Stephan Rauschert. Mycaranthes sonkaris ingår i släktet Mycaranthes och familjen orkidéer. Inga underarter finns listade i Catalogue of Life.